# Arme de gros calibre
La locution « arme de gros calibre » désigne, dans l'industrie de l'armement, les armes à feu tirant des munitions d'un calibre supérieur ou égal à 20 mm. En deçà, on parle d'arme de petit calibre.
Du fait de la puissance des munitions tirées, ces armes sont généralement lourdes et encombrantes. De fait, ce sont généralement des armes lourdes, donc manœuvrées par plusieurs servants ou embarquées dans des véhicules militaires de combat — qu'il s'agisse de véhicules au sol, d'aéronefs ou de vaisseaux de guerre — même s'il peut arriver que l'arme soit utilisée par un tireur seul.
Les armes de gros calibre relèvent généralement de l'artillerie pour un usage exclusivement militaire.